# Велицьк
Ве́лицьк — село в Україні, центр Велицької сільської територіальної громади Ковельського району Волинської області. Населення становить 688 осіб.

## Географія
Село розташоване на лівому березі річки Стохід.

## Символіка

### Герб
Щит розтятий червоним і зеленим. У першій частині підвищений розширений срібний хрест, що супроводжується знизу золотою перекинутою підковою. У другій частині підвищений Архангел Михаїл, із золотим німбом, із срібними крилами, у срібному одязі та черевиках, що тримає в правій руці срібний перекинутий меч, а в лівій - лазуровий щит із золотою облямівкою, обтяжений золотими крилами вітряка, супроводжуваний знизу золотим снопом.

### Прапор
У центрі прямокутного полотнища із співвідношенням сторін 2:3, розділеного по низхідній на верхню жовту і нижню зелену частини, блакитна хвилеподібна низхідна смуга в 1/10 ширини прапора.

## Історія
1619 року Остафій Єло-Малинський за рік до своєї смерті згідно з заповітом брата отримав села Велицьк, Сільце й Кухарі.
У 1906 році село Велицької волості Ковельського повіту Волинської губернії. Відстань від повітового міста 37 верст. Дворів 125, мешканців 828.
До 14 серпня 2015 року — адміністративно-територіальна одиниця Велицької сільської ради Ковельського району Волинської області.

## Населення
Згідно з переписом УРСР 1989 року чисельність наявного населення села становила 746 осіб, з яких 344 чоловіки та 402 жінки.
За переписом населення України 2001 року в селі мешкало 679 осіб.

### Мова
Розподіл населення за рідною мовою за даними перепису 2001 року:
| Мова       | Відсоток |
| ---------- | -------- |
| українська | 99,42 %  |
| російська  | 0,58 %   |

## Відомі люди
У селі народився український дитячий письменник Ігор Січовик.
- Ісаєвич Дмитро Григорович — член Української Центральної Ради.